# Katsuaki Watanabe
Katsuaki Watanabe, född 13 februari 1942, är vice ordförande och var tidigare vd i Toyota Motor Corporation.